# София Австрийска
Ерцхерцогиня София Австрийска е австрийска принцеса – първо дете на австрийския император Франц-Йосиф и на баварската принцеса Елизабет

## Биография
София е родена на 5 март 1855 г. в замъка Лаксенбург като ерцхерцогиня София Фредерика Доротея Мария Йозефа Хабсбург-Австрийска. Тя е първото дете на австрийската императорска двойка и е кръстена на баба си по бащина линия – ерцхерцогинята София Баварска. На следващата година се ражда и сестра й  ерцхерцогиня Гизела. Въпреки че двете момичета не се нуждаят от специална подготовка за бъдещи държавнически задължения, тъй като нямат права върху короната, веднага след раждането си са отнети от майка Сиси им и са поверени на грижите на баба им София, която се разпорежда с възпитанието на внуците си поради недоверието към младостта и неопитността на Сиси, чиито маниери и възпитание и бездруго са смятани за неподхождащи на строгите порядки в императорския двор. На Сиси е позволено да вижда децата само след изричното разрешение на свекърва си и то само в нейно присъствие. Това става причина за поява на напрежение в отношенията между Сиси и съпруга ѝ, който не смее да влезе в открит конфликт с майка си и да застане категорично зад съпругата си.
В началото на 1857 г. Сиси убеждава съпруга си да направят обиколка на Унгария – любимата й страна – тя  обожава унгарския народ, култура и език. Императорът отстъпва пред желанието на съпругата си и дори се съгласява, въпреки нежеланието на майка си, да вземат със себе си в Унгария и двете си дъщери. Така в ранната пролет на 1857 г. императорското семейство потегля за Унгария. В Будапеща обаче двете деца заболяват от диария и вдигат висока температура. И докато 10-месечната Гизела успява да оздравее, двегодишната София умира в обятията на майка си на 29 май. Предполага се, че умира от дехидратация и гърчове, причинени от високата температура. По-късна теория приписва смъртта ѝ на тифозна треска, но това не доказано.
След смъртта на принцесата тялото ѝ е отнесено във Виена, където е погребано в Императорската крипта.
Смъртта на дъщеря ѝ нанася тежък удар върху емоционалното състояние на Сиси, която изпада в дълбока депресия и не спира да се обвинява за смъртта на детето до края на живота си. Вината, която  изпитва, се поддържа и от държането на свекърва ѝ, която я държи отговорна за смъртта на София. Съдбата на малката София решава и окончателно въпроса за грижите върху останалите деца на Сиси (с изключение на последното), които окончателно са поверени на свекърва ѝ. В дневниците си една от придворните дами на Елизабет – херцогиня Мария Фестетикс, пише, че по-късно на императрицата дори не е било позволено да се включи в приготовленията за сватбата на дъщеря й Гизела.